# Nijas Ørnbak-Fjeldmose
Nijas Ørnbak-Fjeldmose (født 15. august 1983 på Frederiksberg) er en dansk skuespiller og barnebarn af filminstruktøren Henning Ørnbak.

## Filmografi
- Ørnens øje (1997)
- Vølvens forbandelse (2009)
- Arn (2008)

### Tv-serier
- Alletiders Jul (julekalender, 1994/2004)
- Jeg vil ønske for dig (tv-serie, 1995)
- Toast (tv-serie, 1999)
- Barda (tv-serie, 2011)